# Tour de Crest
Ne doit pas être confondu avec les châteaux homonymes du Crest (Jussy - Suisse), et Crest (Puy-de-Dôme) ou d'Arbin (Savoie), en France.
 (mai 2021).
Si vous disposez d'ouvrages ou d'articles de référence ou si vous connaissez des sites web de qualité traitant du thème abordé ici, merci de compléter l'article en donnant les références utiles à sa vérifiabilité et en les liant à la section « Notes et références ».
La tour de Crest est l'ancien donjon du château médiéval de Crest dans la Drôme (Auvergne-Rhône-Alpes). Elle s'élève à 52 mètres de hauteur. Elle est, avec le donjon de Vincennes, l'un des plus hauts d'Europe depuis la destruction en 1917 du donjon de Coucy de 54 mètres.

## Historique
La base de la tour est d'époque romaine et date du IVe siècle. Le reste est daté du XIe siècle au XVe siècle.
En 1120, une lettre du pape Calixte II est dite provenir du château de Crest, Castrum Cristam. C'est durant cette même époque que se développe au pied de la tour un bourg médiéval qui prend le nom du château, et que porte également le seigneur Arnaud de Crest. L’étymologie du nom est le latin crista « crête »[réf. nécessaire]. Dès 1145, le « château supérieur » est la possession des évêques de Die.
Possession des Arnaud, une partie du château et de la seigneurie passent, par mariage, aux mains de la famille de Guillaume de Poitiers.
Lors de la croisade contre les Albigeois, le seigneur Aymar II de Poitiers, comte de Valentinois prend le parti du comte de Toulouse, Raymond VII. Ce dernier revendique la possession du Vivarais bien que son père Raymond VI et lui-même en aient été spoliés par le pape[réf. nécessaire].
En 1217, Simon de Montfort, chef des croisés, quitte la ville de Toulouse qu’il a occupée non sans difficultés, et vient au-devant de Raimond en Provence. Après avoir pris Beaucaire, Montfort remonte jusqu’à Viviers. Là, aidé par l’évêque qui lui procure des barques, il traverse le Rhône et gagne Montélimar puis, détruisant plusieurs villages au passage, il met le siège devant la forteresse de Crest. Montfort reçoit alors une lettre de sa femme, restée à Toulouse : il feint d’être de bonne humeur, déclare que ce sont de bonnes nouvelles pour lui, et grâce à l’intervention de l’évêque de Die, Adhémar de Poitiers accepte de ne pas intervenir contre Montfort. En réalité, la lettre dit que Raimond, profitant de son absence, a repris Toulouse. Simon de Montfort doit rentrer en hâte remettre le siège devant Toulouse où il trouvera la mort en 1218. Crest aura été le point le plus oriental de la guerre contre les Cathares[réf. nécessaire].
En 1394, le château de Crest possède une grande tour carrée en pierre de taille. Au XIVe siècle, le vieux donjon roman est doublé[réf. nécessaire].
Aux XIIIe et XIVe siècles, la seigneurie est encore divisée entre les Poitiers et les évêques de Die, successeurs des Arnaud. Ils se disputent la place qui est située aux confins de leurs domaines respectifs. La seigneurie est finalement réunie entre les seules mains d'Aymar VI de Poitiers. En 1419, la mort sans héritier de son fils transfère Crest au dauphin du Viennois. En 1426, la place devient possession du royaume de France.
Siège de la seigneurie, elle est alors réduite à ses fonctions de cours de justice et de prison[réf. nécessaire], du XVIe au XIXe siècle.
En 1632 le cardinal Richelieu, sur ordre du roi Louis XIII, fait détruire le château de Crest dont il ne reste que la tour massive dominant la ville.
Les galeries supérieures du donjon, défensives à l'origine, sont transformées en prisons : s’y succèdent, jusqu'en 1873, protestants (après la révocation de l'édit de Nantes), libertins, républicains, prisonniers de droit commun, opposants au Second Empire. Les murs sont couverts de centaines de graffitis de détenus. La tour sera surnommée la « Bastille du Sud ».
La tour a été classée monument historique le 6 juin 1877. Depuis 1988, elle appartient à la ville de Crest ; elle est ouverte aux touristes.

## Les graffitis de la tour
Ayant servi de prison, notamment pour détenir les huguenots durant les XVIIe et XVIIIe siècles, les murs sont couverts de nombreux graffitis qui participent à son histoire et ont été l'objet de plusieurs expositions,. Certains de ces graffitis sont particulièrement connus comme celui reprenant la figure de d'Artagnan. Aujourd'hui, avec ces témoignages du passé, la tour de Crest conserve une réputation de lieu de répression[réf. nécessaire].

## Description

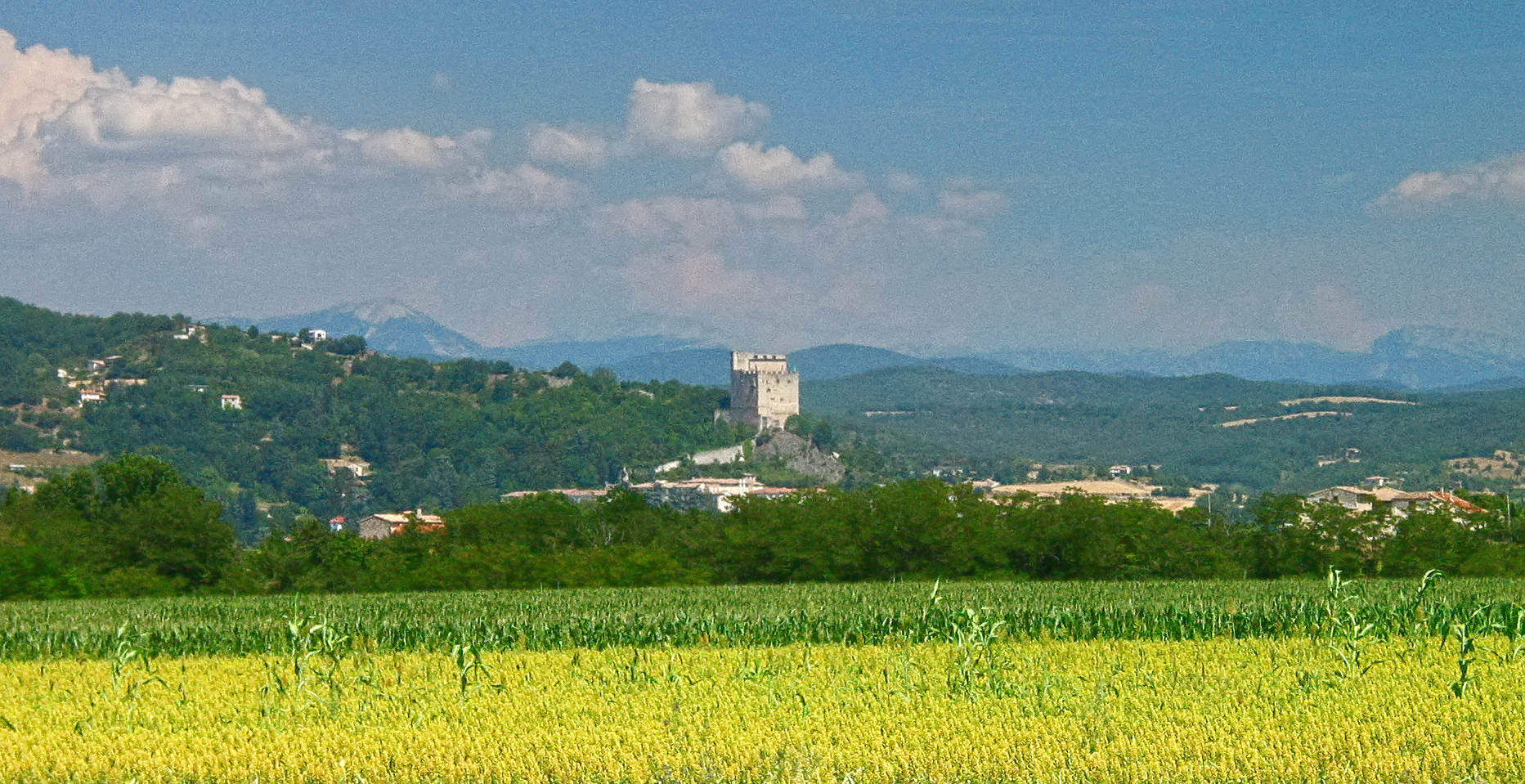
La tour de Crest.

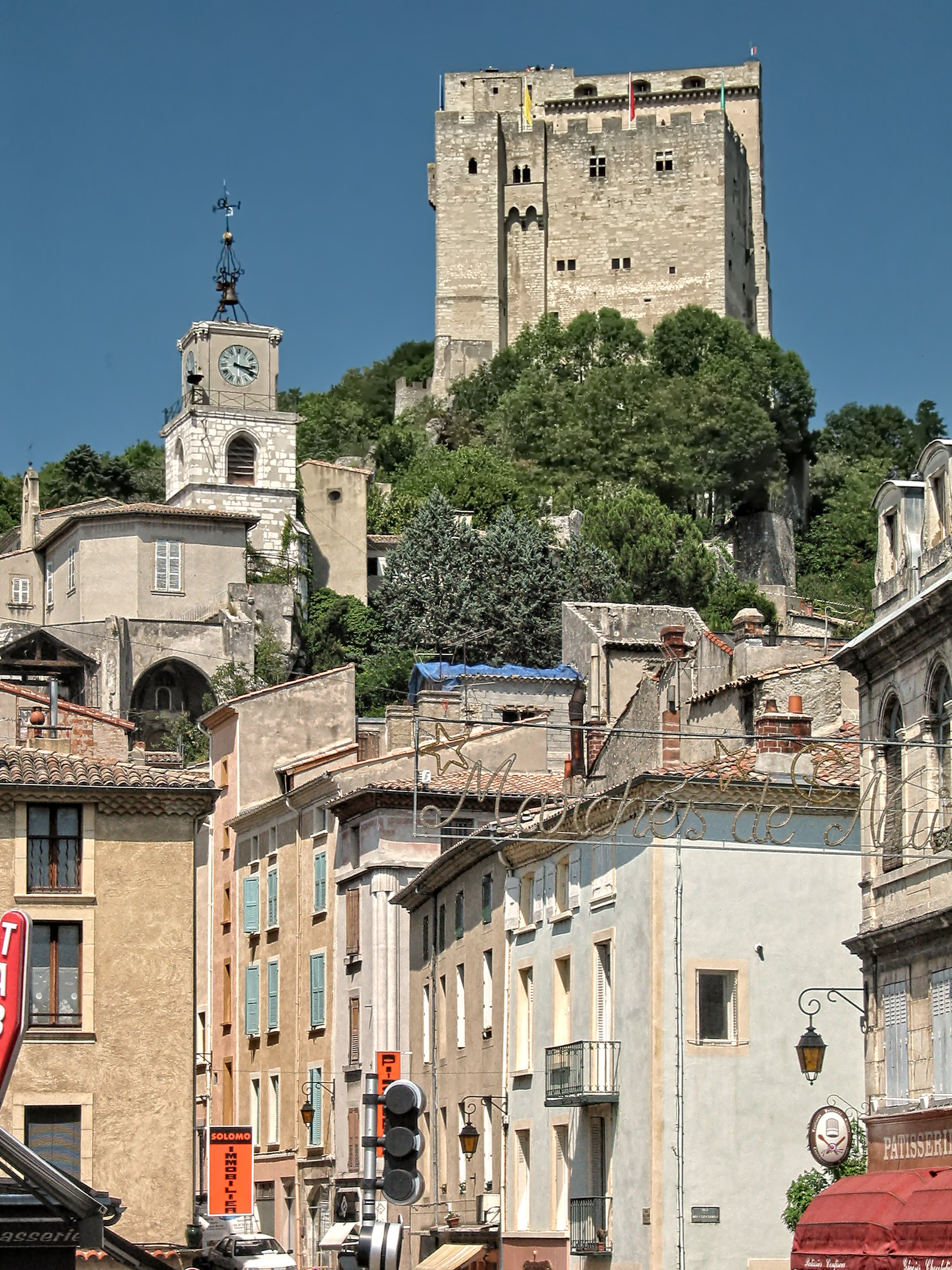
La ville et son donjon.

La tour de Crest dans son état actuel occupe la partie nord-est de l’ancien château dont la base des remparts et les glacis sont encore visibles[réf. nécessaire].
La séparation de la seigneurie entre deux familles avait entrainé la formation de deux pôles : le « château supérieur » relevait de la part des Arnaud (puis des évêques de Die), le « château inférieur » appartenait au comte de Valentinois. La réunion de la seigneurie entraina la disparition des bâtiments érigés pour les Arnaud et les évêques, au profit d'augmentations de la tour comtale.
La « tour vieille » (XIIe siècle), donjon défensif de plan pentagonal et avec son mur bouclier construit avant 1332 lors d'une deuxième phase protègent le « château supérieur ».
Différentes augmentations défensives et résidentielles sont ajoutées aux XIIIe et XIVe siècles. Une description de 1394 montre que les différents aménagements encore visibles aujourd'hui sont déjà en place.
Elle se compose d’une tour quadrangulaire comportant quatre étages, couverte d’une toiture à deux pentes inversées qui recueillaient les eaux de pluie pour alimenter, par un conduit vertical, une citerne située à la base de la tour. À l’origine, c’était une simple terrasse (aujourd’hui salle supérieure) qui fut ensuite recouverte d'un toit de tuiles plus efficace contre les infiltrations. Ce corps principal est flanqué d’une tour plus haute, de plan quadrangulaire irrégulier, quasiment triangulaire, dont le plus petit côté correspond à la muraille nord-est du corps principal, dite « mur-bouclier »[réf. nécessaire].

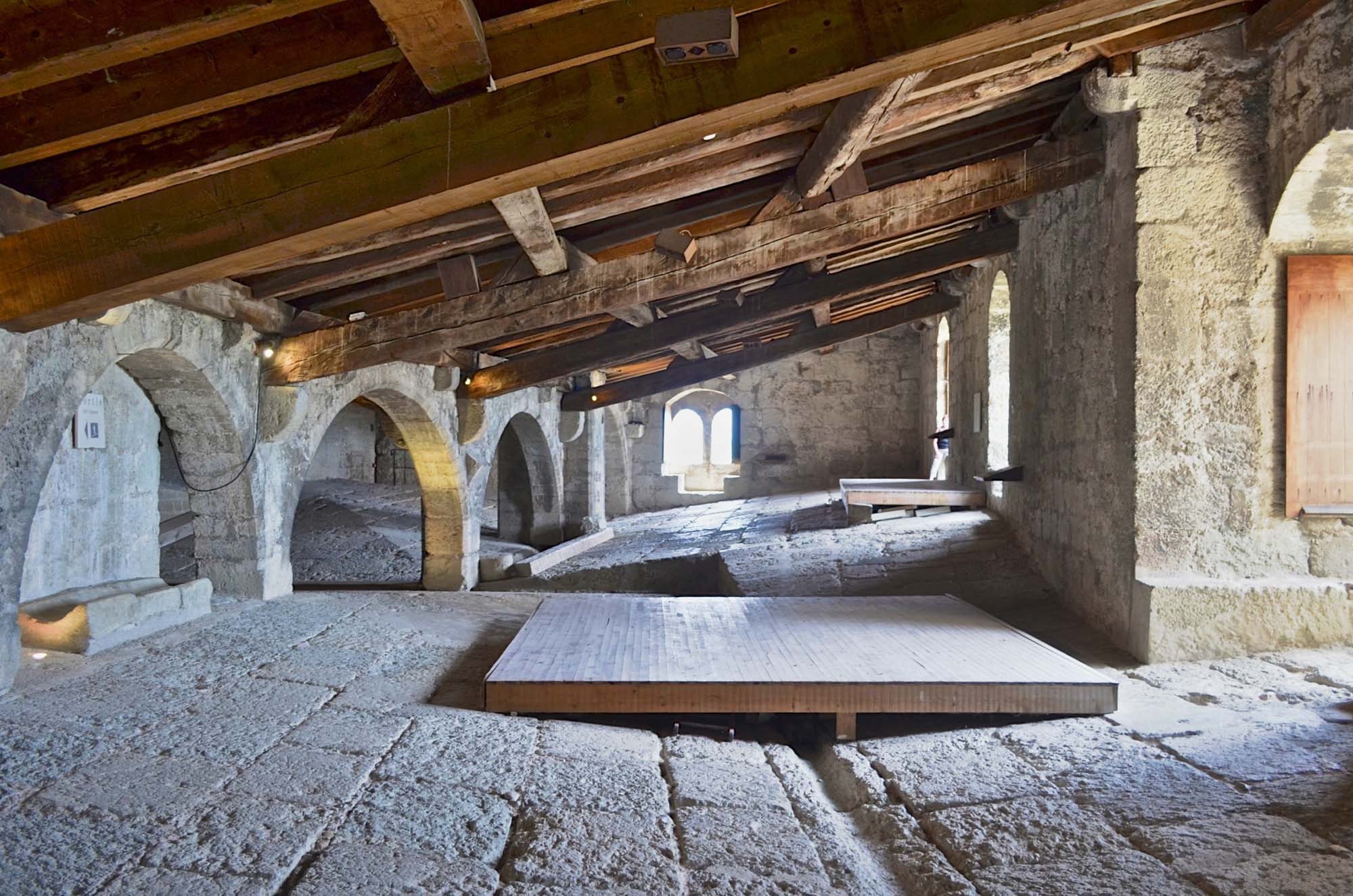
Salle supérieure de la tour.
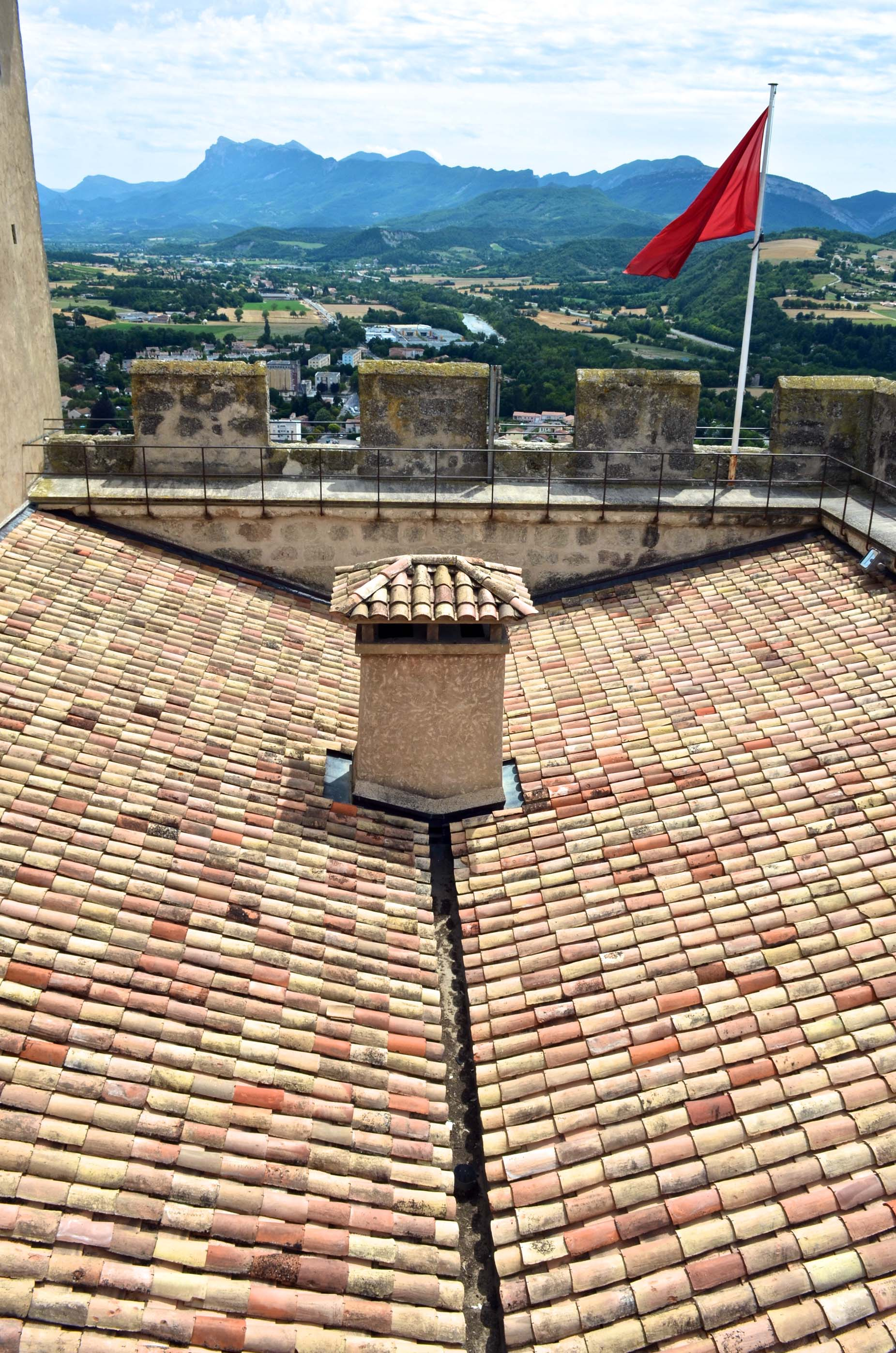
Le toit à deux pentes inversées.

## Répliques
Dans des cadres touristiques et de valorisation du patrimoine, la tour de Crest a fait l'objet de plusieurs répliques en jouet,.

### Playmobil
Plusieurs scènes historiques, en lien avec le donjon, ont été reconstituées, avec des jouets de la marque Playmobil :
- La venue du pape Calixte II à Crest en 1119 ;
- La signature de la Charte des libertés en 1188 ;
- Le siège de la ville de Crest par le duc de Lesdiguières, chef des Protestants, en 1577 ;
- La célèbre tentative d’évasion de Philippe Rivoire en 1759 ;
- La révoltes des Insurgés de décembre 1851 à Crest.

### Kapla
En octobre 2024, une réplique de la tour avec des planchettes de la marque Kapla est construite et exposée au rez-de-chaussée du monument. D'une hauteur d'1,10 mètres, sa réalisation a nécessité 4 000 pièces.